# Светозар Писаревић
Светозар Писаревић (Босански Шамац, 25. децембар 1885 — Београд, 3. новембар 1929) је био првак Београдске опере. Био је бас по регистру.

## Биографија
Наступао је у Љубљанској и Загребачкој опери, а 1919. постао је члан тек основане Београдске опере. Као образовани уметник и изразити таленат одмах је добио низ великих улога (опере Кнез од Зете, Сутон, Продана невеста, Борис Годунов, Кнез Игор, Летећи Холанђанин). Милоје Милојевић је посебно истицао Писаревићеве улоге кардинала Броњија у опери Јеврејка, старог Јеврејина у опери Самсон и Далила и Сарастра у опери Чаробна фрула.
Изненадна смрт Светозара Писаревића 1929. године била је огроман губитак младој београдској оперној сцени.